# Bundesliga niemiecka w piłce siatkowej mężczyzn (2021/2022)
Bundesliga niemiecka w piłce siatkowej mężczyzn 2021/2022 − 48. sezon najwyższej siatkarskiej klasy rozgrywkowej w Niemczech (66. sezon mistrzostw Niemiec) zorganizowany przez Volleyball-Bundesliga pod egidą Niemieckiego Związku Piłki Siatkowej (Deutscher Volleyball-Verband). Zainaugurowany został 6 października 2021 roku i trwał do 30 kwietnia 2022 roku.
W Bundeslidze w sezonie 2021/2022 uczestniczyło 9 drużyn. W porównaniu z poprzednim sezonem z rozgrywek wycofał się klub Volleyball Bisons Bühl, a młodzieżowy zespół VCO Berlin wystartował w 2. Bundeslidze Nord.
Rozgrywki obejmowały fazę zasadniczą, drugą fazę oraz fazę play-off składającą się z ćwierćfinałów, półfinałów oraz finałów, które wyłoniły mistrza Niemiec.
Po raz dwunasty mistrzem Niemiec został Berlin Recycling Volleys, który w finałach fazy play-off pokonał VfB Friedrichshafen.

## System rozgrywek

### Faza zasadnicza
W fazie zasadniczej 9 drużyn rozgrywa ze sobą po dwa spotkania systemem kołowym (mecz u siebie i rewanż na wyjeździe). Cztery najlepsze zespoły trafiają do grupy 1-4 drugiej fazy, te z miejsc 5-8 – do grupy 5-8 drugiej fazy, natomiast drużyna, która zajęła 9. miejsce, kończy udział w rozgrywkach.

### Druga faza
W drugiej fazie drużyny podzielone zostały na dwie grupy. W pierwszej grupie rywalizują te, które w fazie zasadniczej zajęły miejsca 1-4, natomiast w drugiej grupie – te z miejsc 5-8. W ramach grup zespoły rozgrywają między sobą po dwa spotkania systemem kołowym (mecz u siebie i rewanż na wyjeździe).
Drużyny udział w drugiej rundzie rozpoczynają z liczbą punktów przedstawioną w poniższej tabeli.
| Grupa 1-4                      | Grupa 1-4 | Grupa 5-8                      | Grupa 5-8 | Grupa 5-8 |
| ------------------------------ | --------- | ------------------------------ | --------- | --------- |
| 1. miejsce w fazie zasadniczej | 9 pkt     | 5. miejsce w fazie zasadniczej | 9 pkt     |           |
| 2. miejsce w fazie zasadniczej | 6 pkt     | 6. miejsce w fazie zasadniczej | 6 pkt     |           |
| 3. miejsce w fazie zasadniczej | 3 pkt     | 7. miejsce w fazie zasadniczej | 3 pkt     |           |
| 4. miejsce w fazie zasadniczej | 0 pkt     | 8. miejsce w fazie zasadniczej | 0 pkt     |           |

Miejsce zajęte w grupie przez poszczególne drużyny decyduje o rozstawieniu w fazie play-off.

### Faza play-off
Faza play-off składa się z ćwierćfinałów, półfinałów i finałów.
Ćwierćfinały
Ćwierćfinałowe pary tworzone są według klucza: A1-B4; A2-B3; A3-B2; A4-B1. Rywalizacja toczy się do dwóch zwycięstw ze zmianą gospodarza po każdym spotkaniu. Gospodarzami pierwszych meczów są zespoły z lepszym rozstawieniem.
Półfinały
Pary półfinałowe powstają według klucza:
- para 1: zwycięzca w ćwierćfinałowej parze A1-B4 – zwycięzca w ćwierćfinałowej parze A4-B1;
- para 1: zwycięzca w ćwierćfinałowej parze A2-B3 – zwycięzca w ćwierćfinałowej parze A3-B2.

Rywalizacja toczy się do trzech zwycięstw ze zmianą gospodarza po każdym spotkaniu. Gospodarzami pierwszych meczów są zespoły z lepszym rozstawieniem.
Finały
W finałach fazy play-off wyłaniających mistrza Niemiec uczestniczą zwycięzcy w parach półfinałowych. Rywalizacja toczy się do trzech zwycięstw ze zmianą gospodarza po każdym spotkaniu. Gospodarzem pierwszego meczu jest zespół z lepszym rozstawieniem.

## Drużyny uczestniczące
| | Bundesliga 2021/2022                   |    |             |
| --- | -------------------------------------- | -- | ----------- |
| BER | Berlin Recycling Volleys               | 3  | mistrzostwo |
| FRI | VfB Friedrichshafen                    | 1  | finał       |
| DÜR | SWD powervolleys Düren                 | 2  | półfinał    |
| LÜN | SVG Lüneburg                           | 5  | półfinał    |
| HER | WWK Volleys Herrsching                 | 4  | ćwierćfinał |
| NKW | Energiequelle Netzhoppers KW-Bestensee | 6  | ćwierćfinał |
| UVF | United Volleys Frankfurt               | 7  | ćwierćfinał |
| GIE | Helios Grizzlys Giesen                 | 9  | —           |
| HAC | TSV Haching München                    | 11 | —           |
| Oznaczenia: - kolumna pierwsza – skróty nazw drużyn wpisane na mapie (jeśli ta została zamieszczona), - kolumna trzecia – miejsce zajęte przez daną drużynę w poprzednim sezonie w fazie zasadniczej, - kolumna czwarta – osiągnięcie danej drużyny w fazie play-off. |                                        |    |             |

Uwagi:
- Klub Volleyball Bisons Bühl wycofał się z rozgrywek przed początkiem sezonu.
- VCO Berlin wystartował w 2. Bundeslidze Nord.

## Faza zasadnicza

### Tabela wyników
| Gospodarz \ Gość1                      | BER | FRI | DÜR | LÜN | HER | NKW | UVF | GIE | HAC |
| -------------------------------------- | --- | --- | --- | --- | --- | --- | --- | --- | --- |
| Berlin Recycling Volleys               | -   | 3:0 | X   | 3:0 | 3:0 | 3:1 | 3:0 | 3:0 | 3:0 |
| VfB Friedrichshafen                    | 0:3 | -   | 3:0 | 3:1 | 3:1 | X   | X   | 3:0 | 3:0 |
| SWD powervolleys Düren                 | 0:3 | 3:1 | -   | 3:0 | 3:2 | 3:2 | 3:2 | 3:0 | 3:2 |
| SVG Lüneburg                           | 0:3 | 3:2 | 1:3 | -   | 3:1 | 3:1 | 0:3 | 3:2 | X   |
| WWK Volleys Herrsching                 | 0:3 | 0:3 | 0:3 | 3:0 | -   | 3:1 | X   | 0:3 | 3:0 |
| Energiequelle Netzhoppers KW-Bestensee | 1:3 | X   | 1:3 | 3:2 | 3:1 | -   | 2:3 | 3:2 | 3:0 |
| United Volleys Frankfurt               | X   | 3:1 | 3:1 | 2:3 | 3:0 | 3:0 | -   | 3:1 | 3:0 |
| Helios Grizzlys Giesen                 | 1:3 | X   | 1:3 | 1:3 | 2:3 | 3:0 | 1:3 | -   | 3:0 |
| TSV Haching München                    | 1:3 | 0:3 | 0:3 | 0:3 | 1:3 | 1:3 | X   | 3:2 | -   |

Źródło: Volleyball-Bundesliga (niem.)
1 Drużyna gospodarzy jest wymieniona po lewej stronie tabeli.
Kolory:
  zwycięstwo gospodarzy 3:0 lub 3:1
  zwycięstwo gospodarzy 3:2
  zwycięstwo gości 3:0 lub 3:1
  zwycięstwo gości 3:2

### Terminarz i wyniki spotkań
| Data           | Godz. | Gospodarz                              | Rezultat                                | Gość                                   | Widzów | Gold MVP             |
| -------------- | ----- | -------------------------------------- | --------------------------------------- | -------------------------------------- | ------ | -------------------- |
| TYDZIEŃ 1      |       |                                        |                                         |                                        |        |                      |
| 06.10.2021     | 19:00 | VfB Friedrichshafen                    | 3:1 (25:20, 25:23, 13:25, 25:12)        | SVG Lüneburg                           | 422    | Stefan Thiel         |
| 06.10.2021     | 19:30 | Berlin Recycling Volleys               | 3:0 (25:23, 25:23, 25:18)               | Helios Grizzlys Giesen                 | 1494   | Cody Kessel          |
| 06.10.2021     | 19:30 | Energiequelle Netzhoppers KW-Bestensee | 2:3 (25:23, 20:25, 13:25, 25:17, 8:15)  | United Volleys Frankfurt               | 432    | Daniel Malescha      |
| 06.10.2021     | 19:30 | SWD powervolleys Düren                 | 3:2 (22:25, 27:25, 24:26, 25:22, 15:12) | WWK Volleys Herrsching                 | 1250   | Björn Andrae         |
| 09.10.2021     | 17:30 | Berlin Recycling Volleys               | 3:0 (25:20, 25:22, 25:22)               | SVG Lüneburg                           | 1653   | Ruben Schott         |
| 09.10.2021     | 19:30 | Helios Grizzlys Giesen                 | 2:3 (25:20, 22:25, 32:30, 15:25, 16:18) | WWK Volleys Herrsching                 | 907    | Samuel Jeanlys       |
| 09.10.2021     | 20:00 | United Volleys Frankfurt               | 3:1 (26:24, 25:19, 26:28, 25:21)        | VfB Friedrichshafen                    | 800    | Robin Baghdady       |
| 10.10.2021     | 15:00 | SWD powervolleys Düren                 | 3:2 (26:24, 28:30, 20:25, 25:17, 15:10) | Energiequelle Netzhoppers KW-Bestensee | 400    | Sebastián Gevert     |
| 10.10.2021     | 17:30 | Helios Grizzlys Giesen                 | 3:0 (25:21, 25:22, 25:21)               | TSV Haching München                    | 695    | Lorenz Karlitzek     |
| TYDZIEŃ 2      |       |                                        |                                         |                                        |        |                      |
| 12.10.2021     | 19:00 | SWD powervolleys Düren                 | 3:2 (25:23, 29:31, 22:25, 25:16, 15:10) | TSV Haching München                    | 1065   | Björn Andrae         |
| 16.10.2021     | 17:30 | WWK Volleys Herrsching                 | 3:0 (25:21, 25:21, 25:20)               | SVG Lüneburg                           | 1100   | Jordi Ramón Ferragut |
| 16.10.2021     | 20:00 | VfB Friedrichshafen                    | 0:3 (18:25, 18:25, 18:25)               | Berlin Recycling Volleys               | 1403   | Marek Šotola         |
| 17.10.2021     | 15:00 | Energiequelle Netzhoppers KW-Bestensee | 3:2 (26:24, 25:19, 17:25, 20:25, 15:10) | Helios Grizzlys Giesen                 | 375    | Theo Timmermann      |
| 17.10.2021     | 16:00 | TSV Haching München                    | 0:3 (20:25, 30:32, 17:25)               | SVG Lüneburg                           | 300    | Joseph Worsley       |
| 17.10.2021     | 17:30 | United Volleys Frankfurt               | 3:1 (25:22, 25:17, 20:25, 31:29)        | SWD powervolleys Düren                 | 740    | Daniel Malescha      |
| TYDZIEŃ 3      |       |                                        |                                         |                                        |        |                      |
| 20.10.2021     | 19:30 | Berlin Recycling Volleys               | 3:0 (25:16, 25:23, 25:22)               | TSV Haching München                    | 1627   | Marek Šotola         |
| 23.10.2021     | 17:30 | Berlin Recycling Volleys               | 3:0 (25:14, 25:17, 25:19)               | WWK Volleys Herrsching                 | 1648   | Jeffrey Jendryk      |
| 23.10.2021     | 20:00 | Helios Grizzlys Giesen                 | 1:3 (20:25, 20:25, 25:21, 22:25)        | United Volleys Frankfurt               | 888    | Daniel Malescha      |
| 24.10.2021     | 15:00 | Energiequelle Netzhoppers KW-Bestensee | 3:2 (26:24, 25:13, 26:28, 22:25, 16:14) | SVG Lüneburg                           | 237    | Theo Timmermann      |
| 24.10.2021     | 17:30 | SWD powervolleys Düren                 | 3:1 (21:25, 25:19, 25:20, 25:17)        | VfB Friedrichshafen                    | 300    | Björn Andrae         |
| TYDZIEŃ 3      |       |                                        |                                         |                                        |        |                      |
| 30.10.2021     | 17:30 | Energiequelle Netzhoppers KW-Bestensee | 1:3 (23:25, 25:19, 19:25, 25:27)        | Berlin Recycling Volleys               | 678    | Siergiej Grankin     |
| 30.10.2021     | 19:00 | TSV Haching München                    | 0:3 (21:25, 16:25, 7:25)                | VfB Friedrichshafen                    | 200    | Simon Hirsch         |
| 30.10.2021     | 20:00 | United Volleys Frankfurt               | 2:3 (25:21, 24:26, 22:25, 25:20, 14:16) | SVG Lüneburg                           | 820    | Arthur Nath          |
| 31.10.2021     | 15:00 | SWD powervolleys Düren                 | 3:0 (25:20, 25:17, 25:20)               | Helios Grizzlys Giesen                 | 823    | Sebastián Gevert     |
| 31.10.2021     | 17:30 | WWK Volleys Herrsching                 | 0:3 (22:25, 12:25, 17:25)               | VfB Friedrichshafen                    | 1000   | Dejan Vinčić         |
| TYDZIEŃ 4      |       |                                        |                                         |                                        |        |                      |
| 03.11.2021     | 19:00 | SVG Lüneburg                           | 1:3 (25:22, 23:25, 22:25, 21:25)        | SWD powervolleys Düren                 | 710    | Sebastián Gevert     |
| 03.11.2021     | 19:30 | Berlin Recycling Volleys               | 3:0 (25:19, 25:22, 25:20)               | United Volleys Frankfurt               | 2321   | Nehemiah Mote        |
| 03.11.2021     | 20:00 | WWK Volleys Herrsching                 | 3:1 (25:27, 25:21, 27:25, 25:17)        | Energiequelle Netzhoppers KW-Bestensee | 400    | Samuel Jeanlys       |
| 04.11.2021     | 19:00 | VfB Friedrichshafen                    | 3:0 (25:16, 25:16, 25:19)               | Helios Grizzlys Giesen                 | 682    | Marcus Böhme         |
| 04.11.2021     | 19:00 | TSV Haching München                    | 1:3 (25:18, 17:25, 18:25, 14:25)        | Energiequelle Netzhoppers KW-Bestensee | 100    | Brandon Rattray      |
| TYDZIEŃ 5      |       |                                        |                                         |                                        |        |                      |
| 13.11.2021     | 17:30 | Helios Grizzlys Giesen                 | 1:3 (17:25, 26:24, 22:25, 22:25)        | SVG Lüneburg                           | 1314   | Arthur Nath          |
| 13.11.2021     | 20:00 | SWD powervolleys Düren                 | 0:3 (35:37, 19:25, 21:25)               | Berlin Recycling Volleys               | 1525   | Ruben Schott         |
| 14.11.2021     | 17:30 | United Volleys Frankfurt               | 3:0 (25:18, 25:19, 25:19)               | WWK Volleys Herrsching                 | 430    | Daniel Malescha      |
| TYDZIEŃ 6      |       |                                        |                                         |                                        |        |                      |
| 17.11.2021     | 19:00 | United Volleys Frankfurt               | 3:0 (25:17, 25:10, 25:18)               | TSV Haching München                    | 200    | James Weir           |
| 20.11.2021     | 17:30 | Helios Grizzlys Giesen                 | 1:3 (21:25, 25:20, 15:25, 14:25)        | Berlin Recycling Volleys               | 1335   | Marek Šotola         |
| 20.11.2021     | 19:00 | TSV Haching München                    | 0:3 (20:25, 13:25, 26:28)               | SWD powervolleys Düren                 | 100    | Sebastián Gevert     |
| 20.11.2021     | 20:00 | SVG Lüneburg                           | 3:2 (30:28, 27:25, 18:25, 18:25, 15:10) | VfB Friedrichshafen                    | 812    | Jordan Ewert         |
| 21.11.2021     | 17:30 | WWK Volleys Herrsching                 | 0:3 (20:25, 19:25, 23:25)               | SWD powervolleys Düren                 | 1000   | Sebastián Gevert     |
| TYDZIEŃ 7      |       |                                        |                                         |                                        |        |                      |
| 26.11.2021     | 20:00 | WWK Volleys Herrsching                 | 3:0 (25:18, 25:18, 25:18)               | TSV Haching München                    | 250    | Ferdinand Tille      |
| 27.11.2021     | 17:30 | SVG Lüneburg                           | 0:3 (16:25, 18:25, 21:25)               | Berlin Recycling Volleys               | 650    | Nehemiah Mote        |
| 27.11.2021     | 19:00 | WWK Volleys Herrsching                 | 0:3 (24:26, 15:25, 20:25)               | Helios Grizzlys Giesen                 | 200    | Lorenz Karlitzek     |
| 27.11.2021     | 20:00 | Energiequelle Netzhoppers KW-Bestensee | 1:3 (18:25, 25:27, 25:21, 19:25)        | SWD powervolleys Düren                 | 300    | Marcin Ernastowicz   |
| 28.11.2021     | 15:00 | TSV Haching München                    | 3:2 (24:26, 25:22, 25:23, 17:25, 15:7)  | Helios Grizzlys Giesen                 | 249    | Philipp Schumann     |
| TYDZIEŃ 8      |       |                                        |                                         |                                        |        |                      |
| 04.12.2021     | 17:30 | SVG Lüneburg                           | 3:1 (25:23, 19:25, 26:24, 25:16)        | WWK Volleys Herrsching                 | 200    | Jordan Ewert         |
| 04.12.2021     | 20:00 | Berlin Recycling Volleys               | 3:0 (25:23, 25:18, 25:23)               | VfB Friedrichshafen                    | 2341   | Nehemiah Mote        |
| 05.12.2021     | 17:30 | SWD powervolleys Düren                 | 3:2 (25:23, 25:27, 25:21, 22:25, 15:12) | United Volleys Frankfurt               | 753    | Tobias Brand         |
| TYDZIEŃ 9      |       |                                        |                                         |                                        |        |                      |
| 07.12.2021     | 19:30 | Helios Grizzlys Giesen                 | 3:0 (25:19, 25:19, 28:26)               | Energiequelle Netzhoppers KW-Bestensee | 0      | Lorenz Karlitzek     |
| 10.12.2021     | 19:00 | TSV Haching München                    | 1:3 (25:22, 9:25, 17:25, 20:25)         | Berlin Recycling Volleys               | 100    | Siergiej Grankin     |
| 11.12.2021     | 20:00 | VfB Friedrichshafen                    | 3:0 (25:22, 25:18, 26:24)               | SWD powervolleys Düren                 | 0      | Blair Bann           |
| 12.12.2021     | 15:00 | SVG Lüneburg                           | 3:1 (23:25, 25:18, 25:22, 25:18)        | Energiequelle Netzhoppers KW-Bestensee | 325    | Jordan Ewert         |
| 12.12.2021     | 17:30 | WWK Volleys Herrsching                 | 0:3 (23:25, 23:25, 19:25)               | Berlin Recycling Volleys               | 0      | Benjamin Patch       |
| TYDZIEŃ 10     |       |                                        |                                         |                                        |        |                      |
| 15.12.2021     | 19:00 | United Volleys Frankfurt               | 3:1 (25:23, 25:14, 18:25, 31:29)        | Helios Grizzlys Giesen                 | 320    | Jochen Schöps        |
| 18.12.2021     | 17:30 | VfB Friedrichshafen                    | 3:1 (25:17, 25:21, 29:31, 25:23)        | WWK Volleys Herrsching                 | 0      | Vojin Ćaćić          |
| 18.12.2021     | 17:30 | Helios Grizzlys Giesen                 | 1:3 (24:26, 25:23, 21:25, 23:25)        | SWD powervolleys Düren                 | 0      | Tobias Brand         |
| 18.12.2021     | 20:00 | SVG Lüneburg                           | 0:3 (24:26, 24:26, 17:25)               | United Volleys Frankfurt               | 385    | Viktor Lindberg      |
| 18.12.2021     | 20:00 | Berlin Recycling Volleys               | 3:1 (22:25, 25:18, 25:15, 25:19)        | Energiequelle Netzhoppers KW-Bestensee | 1866   | Georg Klein          |
| 19.12.2021     | 15:00 | VfB Friedrichshafen                    | 3:0 (25:18, 25:17, 25:21)               | TSV Haching München                    | 0      | Ben-Simon Bonin      |
| TYDZIEŃ 11     |       |                                        |                                         |                                        |        |                      |
| 22.12.2021     | 19:00 | United Volleys Frankfurt               | 3:0 (25:19, 25:18, 25:17)               | Energiequelle Netzhoppers KW-Bestensee | 318    | Satoshi Tsuiki       |
| TYDZIEŃ 12     |       |                                        |                                         |                                        |        |                      |
| 28.12.2021     | 18:00 | Energiequelle Netzhoppers KW-Bestensee | 3:1 (25:22, 22:25, 25:23, 25:23)        | WWK Volleys Herrsching                 | 0      | Brandon Rattray      |
| 30.12.2021     | 18:00 | Energiequelle Netzhoppers KW-Bestensee | 3:0 (25:19, 25:22, 25:16)               | TSV Haching München                    | 0      | Theo Timmermann      |
| 30.12.2021     | 19:00 | SWD powervolleys Düren                 | 3:0 (25:13, 25:20, 30:28)               | SVG Lüneburg                           | 0      | David Pettersson     |
| TYDZIEŃ 13     |       |                                        |                                         |                                        |        |                      |
| 06.01.2022     | 17:00 | TSV Haching München                    | 1:3 (19:25, 23:25, 25:22, 18:25)        | WWK Volleys Herrsching                 | 130    | Luke Thomas Herr     |
| 08.01.2022     | 17:30 | SVG Lüneburg                           | 3:2 (23:25, 25:20, 25:23, 21:25, 15:11) | Helios Grizzlys Giesen                 | 452    | Joseph Worsley       |
| MECZE ODWOŁANE |       |                                        |                                         |                                        |        |                      |
| —              | —     | Berlin Recycling Volleys               | mecz odwołany                           | SWD powervolleys Düren                 | —      | —                    |
| —              | —     | TSV Haching München                    | mecz odwołany                           | United Volleys Frankfurt               | —      | —                    |
| —              | —     | Energiequelle Netzhoppers KW-Bestensee | mecz odwołany                           | VfB Friedrichshafen                    | —      | —                    |
| —              | —     | United Volleys Frankfurt               | mecz odwołany                           | Berlin Recycling Volleys               | —      | —                    |
| —              | —     | Helios Grizzlys Giesen                 | mecz odwołany                           | VfB Friedrichshafen                    | —      | —                    |
| —              | —     | VfB Friedrichshafen                    | mecz odwołany                           | United Volleys Frankfurt               | —      | —                    |
| —              | —     | VfB Friedrichshafen                    | mecz odwołany                           | Energiequelle Netzhoppers KW-Bestensee | —      | —                    |
| —              | —     | WWK Volleys Herrsching                 | mecz odwołany                           | United Volleys Frankfurt               | —      | —                    |
| —              | —     | SVG Lüneburg                           | mecz odwołany                           | TSV Haching München                    | —      | —                    |

### Tabela
| Lp. | Drużyna                                | Pkt   | Mecze | Mecze | Mecze | Rodzaj wyniku | Rodzaj wyniku | Rodzaj wyniku | Rodzaj wyniku | Rodzaj wyniku | Rodzaj wyniku | Sety | Sety | Sety  | Małe punkty | Małe punkty | Małe punkty |
| Lp. | Drużyna                                | Pkt   | M     | W     | P     | 3:0           | 3:1           | 3:2           | 2:3           | 1:3           | 0:3           | wyg. | prz. | stos. | zdob.       | str.        | stos.       |
| --- | -------------------------------------- | ----- | ----- | ----- | ----- | ------------- | ------------- | ------------- | ------------- | ------------- | ------------- | ---- | ---- | ----- | ----------- | ----------- | ----------- |
| 1   | Berlin Recycling Volleys               | 42    | 14    | 14    | 0     | 10            | 4             | 0             | 0             | 0             | 0             | 42   | 4    | 10.5  | 1147        | 928         | 1.24        |
| 2   | SWD powervolleys Düren                 | 32    | 15    | 12    | 3     | 4             | 4             | 4             | 0             | 1             | 2             | 37   | 21   | 1.76  | 1385        | 1284        | 1.08        |
| 3   | United Volleys Frankfurt               | 22(1) | 12    | 9     | 3     | 4             | 4             | 1             | 2             | 0             | 1             | 31   | 15   | 2.07  | 1084        | 969         | 1.12        |
| 4   | VfB Friedrichshafen                    | 22    | 12    | 7     | 5     | 5             | 2             | 0             | 1             | 2             | 2             | 25   | 17   | 1.47  | 972         | 894         | 1.09        |
| 5   | SVG Lüneburg                           | 19    | 15    | 7     | 8     | 1             | 3             | 3             | 1             | 2             | 5             | 25   | 33   | 0.76  | 1281        | 1334        | 0.96        |
| 6   | Energiequelle Netzhoppers KW-Bestensee | 15    | 14    | 5     | 9     | 1             | 2             | 2             | 2             | 5             | 2             | 24   | 33   | 0.73  | 1227        | 1294        | 0.95        |
| 7   | WWK Volleys Herrsching                 | 15    | 15    | 5     | 10    | 2             | 2             | 1             | 1             | 3             | 6             | 20   | 34   | 0.59  | 1193        | 1261        | 0.95        |
| 8   | Helios Grizzlys Giesen                 | 13    | 15    | 3     | 12    | 3             | 0             | 0             | 4             | 5             | 3             | 22   | 36   | 0.61  | 1254        | 1336        | 0.94        |
| 9   | TSV Haching München                    | 3     | 14    | 1     | 13    | 0             | 0             | 1             | 1             | 3             | 9             | 8    | 41   | 0.2   | 948         | 1191        | 0.8         |

Źródło: Volleyball-Bundesliga (niem.)
Punktacja: 3:0 i 3:1 – 3 pkt; 3:2 – 2 pkt; 2:3 – 1 pkt; 1:3 i 0:3 – 0 pkt
Zasady ustalania kolejności: 1. liczba punktów; 2. liczba zwycięstw; 3. stosunek setów; 4. stosunek małych punktów; 5. bilans w bezpośrednich meczach
Uwagi:
(1) United Volleys Frankfurt ukarany został odjęciem 6 punktów ze względu na naruszenie przepisów licencyjnych.
(2) Ze względu na fakt, że z powodu problemów terminarzowych związanych z pandemią COVID-19 w fazie zasadniczej nie odbyło się dziewięć meczów, ostateczna klasyfikacja ustalona została na podstawie ilorazu między liczbą punktów a liczbą rozegranych meczów: 1. Berlin Recycling Volleys – 3,00; 2. SWD powervolleys Düren – 2,13; 3. United Volleys Frankfurt – 1,83; 4. VfB Friedrichshafen – 1,83; 5. SVG Lüneburg – 1,27; 6. Energiequelle Netzhoppers KW-Bestensee – 1,10; 7. WWK Volleys Herrsching – 1,00; 8. Helios Grizzlys Giesen – 0,87; 9. TSV Haching München – 0,21.
     Druga faza – grupa 1-4
     Druga faza – grupa 5-8

## Druga faza

### Grupa 1-4

#### Tabela wyników
| Gospodarz \ Gość1        | BER | DÜR | UVF | FRI |
| ------------------------ | --- | --- | --- | --- |
| Berlin Recycling Volleys | -   | 1:3 | 3:0 | 3:1 |
| SWD powervolleys Düren   | 1:3 | -   | 3:1 | 3:0 |
| United Volleys Frankfurt | 1:3 | X   | -   | 2:3 |
| VfB Friedrichshafen      | 1:3 | 0:3 | 3:1 | -   |

Źródło: Volleyball-Bundesliga (niem.)
1 Drużyna gospodarzy jest wymieniona po lewej stronie tabeli.
Kolory:
  zwycięstwo gospodarzy 3:0 lub 3:1
  zwycięstwo gospodarzy 3:2
  zwycięstwo gości 3:0 lub 3:1
  zwycięstwo gości 3:2

#### Terminarz i wyniki spotkań
| Data       | Godz. | Gospodarz                | Rezultat                                | Gość                     | Widzów | Gold MVP         |
| ---------- | ----- | ------------------------ | --------------------------------------- | ------------------------ | ------ | ---------------- |
| 1. KOLEJKA |       |                          |                                         |                          |        |                  |
| 22.01.2022 | 20:00 | Berlin Recycling Volleys | 3:1 (25:20, 18:25, 25:22, 25:19)        | VfB Friedrichshafen      | 1452   | Ruben Schott     |
| —          | —     | United Volleys Frankfurt | mecz odwołany                           | SWD powervolleys Düren   | —      | —                |
| 2. KOLEJKA |       |                          |                                         |                          |        |                  |
| 29.01.2022 | 20:00 | SWD powervolleys Düren   | 1:3 (21:25, 23:25, 25:14, 19:25)        | Berlin Recycling Volleys | 750    | Siergiej Grankin |
| 30.01.2022 | 17:30 | VfB Friedrichshafen      | 3:1 (25:20, 25:23, 19:25, 25:23)        | United Volleys Frankfurt | 207    | Luciano Vicentín |
| 3. KOLEJKA |       |                          |                                         |                          |        |                  |
| 05.02.2022 | 20:00 | Berlin Recycling Volleys | 3:0 (25:21, 25:12, 25:23)               | United Volleys Frankfurt | 1537   | Samuel Tuia      |
| 06.02.2022 | 15:00 | SWD powervolleys Düren   | 3:0 (25:19, 25:22, 25:21)               | VfB Friedrichshafen      | 650    | Filip John       |
| 4. KOLEJKA |       |                          |                                         |                          |        |                  |
| 13.02.2022 | 15:00 | United Volleys Frankfurt | 1:3 (22:25, 23:25, 25:20, 21:25)        | Berlin Recycling Volleys | 950    | Timothée Carle   |
| 13.02.2022 | 17:30 | VfB Friedrichshafen      | 0:3 (21:25, 17:25, 22:25)               | SWD powervolleys Düren   | 218    | Tomáš Kocian     |
| 5. KOLEJKA |       |                          |                                         |                          |        |                  |
| 19.02.2022 | 20:00 | United Volleys Frankfurt | 2:3 (25:20, 28:26, 17:25, 21:25, 13:15) | VfB Friedrichshafen      | 800    | Vojin Ćaćić      |
| 23.02.2022 | 19:30 | Berlin Recycling Volleys | 1:3 (22:25, 23:25, 30:28, 17:25)        | SWD powervolleys Düren   | 2341   | Erik Röhrs       |
| 6. KOLEJKA |       |                          |                                         |                          |        |                  |
| 26.02.2022 | 20:00 | VfB Friedrichshafen      | 1:3 (18:25, 25:23, 20:25, 23:25)        | Berlin Recycling Volleys | 534    | Samuel Tuia      |
| 27.02.2022 | 17:30 | SWD powervolleys Düren   | 3:1 (25:17, 26:24, 16:25, 26:24)        | United Volleys Frankfurt | 750    | Michael Andrei   |

#### Tabela
| Lp. | Drużyna                  | Pkt | Mecze | Mecze | Mecze | Rodzaj wyniku | Rodzaj wyniku | Rodzaj wyniku | Rodzaj wyniku | Rodzaj wyniku | Rodzaj wyniku | Sety | Sety | Sety  | Małe punkty | Małe punkty | Małe punkty |
| Lp. | Drużyna                  | Pkt | M     | W     | P     | 3:0           | 3:1           | 3:2           | 2:3           | 1:3           | 0:3           | wyg. | prz. | stos. | zdob.       | str.        | stos.       |
| --- | ------------------------ | --- | ----- | ----- | ----- | ------------- | ------------- | ------------- | ------------- | ------------- | ------------- | ---- | ---- | ----- | ----------- | ----------- | ----------- |
| 1   | Berlin Recycling Volleys | 24  | 6     | 5     | 1     | 1             | 4             | 0             | 0             | 1             | 0             | 16   | 7    | 2.29  | 542         | 510         | 1.06        |
| 2   | SWD powervolleys Düren   | 18  | 5     | 4     | 1     | 2             | 2             | 0             | 0             | 1             | 0             | 13   | 5    | 2.6   | 434         | 393         | 1.1         |
| 3   | VfB Friedrichshafen      | 5   | 6     | 2     | 4     | 0             | 1             | 1             | 0             | 2             | 2             | 8    | 15   | 0.53  | 499         | 536         | 0.93        |
| 4   | United Volleys Frankfurt | 4   | 5     | 0     | 5     | 0             | 0             | 0             | 1             | 3             | 1             | 5    | 15   | 0.33  | 432         | 468         | 0.92        |

Źródło: Volleyball-Bundesliga (niem.)
Punktacja: 3:0 i 3:1 – 3 pkt; 3:2 – 2 pkt; 2:3 – 1 pkt; 1:3 i 0:3 – 0 pkt
Zasady ustalania kolejności: 1. liczba punktów; 2. liczba zwycięstw; 3. stosunek setów; 4. stosunek małych punktów; 5. bilans w bezpośrednich meczach
Uwagi:
(1) Kluby drugą fazę rozpoczynały z następującą liczbą punktów: Berlin Recycling Volleys – 9 pkt; SWD powervolleys Düren – 6 pkt; United Volleys Frankfurt – 3 pkt; VfB Friedrichshafen – 0 pkt.
(2) Mecz United Volleys Frankfurt – SWD powervolleys Düren nie odbył się.

### Grupa 5-8

#### Tabela wyników
| Gospodarz \ Gość1                      | LÜN | NKW | HER | GIE |
| -------------------------------------- | --- | --- | --- | --- |
| SVG Lüneburg                           | -   | 3:2 | 3:1 | X   |
| Energiequelle Netzhoppers KW-Bestensee | 0:3 | -   | 2:3 | 3:0 |
| WWK Volleys Herrsching                 | 3:0 | 3:0 | -   | 3:1 |
| Helios Grizzlys Giesen                 | 1:3 | 3:2 | 1:3 | -   |

Źródło: Volleyball-Bundesliga (niem.)
1 Drużyna gospodarzy jest wymieniona po lewej stronie tabeli.
Kolory:
  zwycięstwo gospodarzy 3:0 lub 3:1
  zwycięstwo gospodarzy 3:2
  zwycięstwo gości 3:0 lub 3:1
  zwycięstwo gości 3:2

#### Terminarz i wyniki spotkań
| Data       | Godz. | Gospodarz                              | Rezultat                                | Gość                                   | Widzów | Gold MVP             |
| ---------- | ----- | -------------------------------------- | --------------------------------------- | -------------------------------------- | ------ | -------------------- |
| 1. KOLEJKA |       |                                        |                                         |                                        |        |                      |
| 22.01.2022 | 17:30 | Helios Grizzlys Giesen                 | 1:3 (23:25, 22:25, 26:24, 18:25)        | SVG Lüneburg                           | 0      | Jordan Ewert         |
| 23.01.2022 | 15:00 | Energiequelle Netzhoppers KW-Bestensee | 2:3 (16:25, 25:18, 27:25, 20:25, 10:15) | WWK Volleys Herrsching                 | 0      | Tim Peter            |
| 2. KOLEJKA |       |                                        |                                         |                                        |        |                      |
| 29.01.2022 | 17:30 | WWK Volleys Herrsching                 | 3:1 (25:21, 19:25, 25:13, 27:25)        | Helios Grizzlys Giesen                 | 100    | Luuc Van der Ent     |
| 30.01.2022 | 15:00 | SVG Lüneburg                           | 3:2 (21:25, 25:21, 22:25, 25:20, 15:11) | Energiequelle Netzhoppers KW-Bestensee | 428    | Joseph Worsley       |
| 3. KOLEJKA |       |                                        |                                         |                                        |        |                      |
| 04.02.2022 | 20:00 | WWK Volleys Herrsching                 | 3:0 (25:22, 25:19, 25:22)               | SVG Lüneburg                           | 400    | Jordi Ramón Ferragut |
| 06.02.2022 | 17:30 | Helios Grizzlys Giesen                 | 3:2 (28:30, 25:19, 23:25, 25:20, 19:17) | Energiequelle Netzhoppers KW-Bestensee | 0      | Stijn van Tilburg    |
| 4. KOLEJKA |       |                                        |                                         |                                        |        |                      |
| 12.02.2022 | 20:00 | SVG Lüneburg                           | 3:1 (25:19, 14:25, 25:16, 25:21)        | WWK Volleys Herrsching                 | 428    | Jordan Ewert         |
| 13.02.2022 | 15:00 | Energiequelle Netzhoppers KW-Bestensee | 3:0 (25:13, 25:19, 27:25)               | Helios Grizzlys Giesen                 | 0      | Theo Timmermann      |
| 5. KOLEJKA |       |                                        |                                         |                                        |        |                      |
| 19.02.2022 | 17:30 | Helios Grizzlys Giesen                 | 1:3 (25:27, 25:16, 17:25, 11:25)        | WWK Volleys Herrsching                 | 500    | Philipp Schumann     |
| 20.02.2022 | 15:00 | Energiequelle Netzhoppers KW-Bestensee | 0:3 (21:25, 18:25, 20:25)               | SVG Lüneburg                           | 97     | Jordan Ewert         |
| 6. KOLEJKA |       |                                        |                                         |                                        |        |                      |
| 26.02.2022 | 17:30 | SVG Lüneburg                           | mecz odwołany                           | Helios Grizzlys Giesen                 | —      | —                    |
| 27.02.2022 | 15:00 | WWK Volleys Herrsching                 | 3:0 (25:21, 30:28, 25:20)               | Energiequelle Netzhoppers KW-Bestensee | 700    | Luke Thomas Herr     |

#### Tabela
| Lp. | Drużyna                                | Pkt | Mecze | Mecze | Mecze | Rodzaj wyniku | Rodzaj wyniku | Rodzaj wyniku | Rodzaj wyniku | Rodzaj wyniku | Rodzaj wyniku | Sety | Sety | Sety  | Małe punkty | Małe punkty | Małe punkty |
| Lp. | Drużyna                                | Pkt | M     | W     | P     | 3:0           | 3:1           | 3:2           | 2:3           | 1:3           | 0:3           | wyg. | prz. | stos. | zdob.       | str.        | stos.       |
| --- | -------------------------------------- | --- | ----- | ----- | ----- | ------------- | ------------- | ------------- | ------------- | ------------- | ------------- | ---- | ---- | ----- | ----------- | ----------- | ----------- |
| 1   | SVG Lüneburg                           | 20  | 6     | 4     | 2     | 1             | 2             | 1             | 0             | 0             | 2             | 12   | 10   | 1.2   | 434         | 481         | 0.9         |
| 2   | WWK Volleys Herrsching                 | 17  | 6     | 5     | 1     | 2             | 2             | 1             | 0             | 1             | 0             | 16   | 7    | 2.29  | 533         | 481         | 1.11        |
| 3   | Energiequelle Netzhoppers KW-Bestensee | 12  | 6     | 1     | 5     | 1             | 0             | 0             | 3             | 0             | 2             | 9    | 15   | 0.6   | 516         | 548         | 0.94        |
| 4   | Helios Grizzlys Giesen                 | 2   | 6     | 1     | 5     | 0             | 0             | 1             | 0             | 3             | 2             | 6    | 17   | 0.35  | 428         | 551         | 0.78        |

Źródło: Volleyball-Bundesliga (niem.)
Punktacja: 3:0 i 3:1 – 3 pkt; 3:2 – 2 pkt; 2:3 – 1 pkt; 1:3 i 0:3 – 0 pkt
Zasady ustalania kolejności: 1. liczba punktów; 2. liczba zwycięstw; 3. stosunek setów; 4. stosunek małych punktów; 5. bilans w bezpośrednich meczach
Uwagi:
(1) Kluby drugą fazę rozpoczynały z następującą liczbą punktów: SVG Lüneburg – 9 pkt; Energiequelle Netzhoppers KW-Bestensee – 6 pkt; WWK Volleys Herrsching – 3 pkt; Helios Grizzlys Giesen – 0 pkt.
(2) Mecz SVG Lüneburg – Helios Grizzlys Giesen został odwołany za zgodą obu klubów. Dla obu drużyn zaliczony został on jako walkower 0:3 (0:25, 0:25, 0:25).

## Faza play-off

### Drabinka
|  |              |                                        |              |                          |              |   |   |                          |           |           |           |           |           |           |  |  |        |        |        |        |        |        |        |
|  | Ćwierćfinały | Ćwierćfinały                           | Ćwierćfinały | Ćwierćfinały             | Ćwierćfinały |   |   | Półfinały                | Półfinały | Półfinały | Półfinały | Półfinały | Półfinały | Półfinały |  |  | Finały | Finały | Finały | Finały | Finały | Finały | Finały |
|  | Ćwierćfinały | Ćwierćfinały                           | Ćwierćfinały | Ćwierćfinały             | Ćwierćfinały |   |   | Półfinały                | Półfinały | Półfinały | Półfinały | Półfinały | Półfinały | Półfinały |  |  | Finały | Finały | Finały | Finały | Finały | Finały | Finały |
|  |              |                                        |              |                          |              |   |   |                          |           |           |           |           |           |           |  |  |        |        |        |        |        |        |        |
|  |              |                                        |              |                          |              |   |   |                          |           |           |           |           |           |           |  |  |        |        |        |        |        |        |        |
|  | 1            | Berlin Recycling Volleys               | 3            | 3                        |              |   |   |                          |           |           |           |           |           |           |  |  |        |        |        |        |        |        |        |
|  | 1            | Berlin Recycling Volleys               | 3            | 3                        |              |   |   |                          |           |           |           |           |           |           |  |  |        |        |        |        |        |        |        |
|  | 8            | Helios Grizzlys Giesen                 | 0            | 1                        |              |   |   |                          |           |           |           |           |           |           |  |  |        |        |        |        |        |        |        |
|  | 8            | Helios Grizzlys Giesen                 | 0            | 1                        |              |   | 1 | Berlin Recycling Volleys | 3         | 2         | 3         | 3         |           |           |  |  |        |        |        |        |        |        |        |
|  |              |                                        |              |                          |              |   | 1 | Berlin Recycling Volleys | 3         | 2         | 3         | 3         |           |           |  |  |        |        |        |        |        |        |        |
|  |              |                                        | 4            | United Volleys Frankfurt | 1            | 3 | 0 | 1                        |           |           |           |           |           |           |  |  |        |        |        |        |        |        |        |
|  | 4            | United Volleys Frankfurt               | 4            | United Volleys Frankfurt | 1            | 3 | 0 | 1                        | 3         | 3         |           |           |           |           |  |  |        |        |        |        |        |        |        |
|  | 4            | United Volleys Frankfurt               |              |                          |              |   |   |                          |           |           |           |           |           |           |  |  |        |        |        |        |        |        |        |
|  | 5            | SVG Lüneburg                           | 0            | 1                        |              |   |   |                          |           |           |           |           |           |           |  |  |        |        |        |        |        |        |        |
|  | 5            | SVG Lüneburg                           | 0            | 1                        |              |   | 1 | Berlin Recycling Volleys | 2         | 1         | 3         | 3         | 3         |           |  |  |        |        |        |        |        |        |        |
|  |              |                                        |              |                          |              |   |   |                          |           |           |           |           |           |           |  |  |        |        |        |        |        |        |        |
|  |              |                                        | 3            | VfB Friedrichshafen      | 3            | 3 | 0 | 1                        | 1         |           |           |           |           |           |  |  |        |        |        |        |        |        |        |
|  | 2            | SWD powervolleys Düren                 | 3            | VfB Friedrichshafen      | 3            | 3 | 0 | 1                        | 1         | 3         | 3         |           |           |           |  |  |        |        |        |        |        |        |        |
|  | 2            | SWD powervolleys Düren                 |              |                          |              |   |   |                          |           |           |           |           |           |           |  |  |        |        |        |        |        |        |        |
|  | 7            | Energiequelle Netzhoppers KW-Bestensee | 0            | 1                        |              |   |   |                          |           |           |           |           |           |           |  |  |        |        |        |        |        |        |        |
|  | 7            | Energiequelle Netzhoppers KW-Bestensee | 0            | 1                        |              |   | 2 | SWD powervolleys Düren   | 2         | 0         | 2         |           |           |           |  |  |        |        |        |        |        |        |        |
|  |              |                                        |              |                          |              |   | 2 | SWD powervolleys Düren   | 2         | 0         | 2         |           |           |           |  |  |        |        |        |        |        |        |        |
|  |              |                                        | 3            | VfB Friedrichshafen      | 3            | 3 | 3 |                          |           |           |           |           |           |           |  |  |        |        |        |        |        |        |        |
|  | 3            | VfB Friedrichshafen                    | 3            | VfB Friedrichshafen      | 3            | 3 | 3 | 2                        | 3         | 3         |           |           |           |           |  |  |        |        |        |        |        |        |        |
|  | 3            | VfB Friedrichshafen                    |              |                          |              |   |   |                          |           |           |           |           |           |           |  |  |        |        |        |        |        |        |        |
|  | 6            | WWK Volleys Herrsching                 | 3            | 0                        | 2            |   |   |                          |           |           |           |           |           |           |  |  |        |        |        |        |        |        |        |
|  | 6            | WWK Volleys Herrsching                 | 3            | 0                        | 2            |   |   |                          |           |           |           |           |           |           |  |  |        |        |        |        |        |        |        |

### Ćwierćfinały
(do dwóch zwycięstw)
| Data                         | Godz.                        | Gospodarz                              | Rezultat                                | Gość                                       | Widzów                                     | Gold MVP                                   |
| ---------------------------- | ---------------------------- | -------------------------------------- | --------------------------------------- | ------------------------------------------ | ------------------------------------------ | ------------------------------------------ |
| Berlin Recycling Volleys (1) | Berlin Recycling Volleys (1) | Berlin Recycling Volleys (1)           | 2 – 0                                   | (8) Helios Grizzlys Giesen                 | (8) Helios Grizzlys Giesen                 | (8) Helios Grizzlys Giesen                 |
| 13.03.2022                   | 17:30                        | Berlin Recycling Volleys               | 3:0 (25:17, 25:13, 25:19)               | Helios Grizzlys Giesen                     | 2524                                       | Ruben Schott                               |
| 19.03.2022                   | 17:30                        | Helios Grizzlys Giesen                 | 1:3 (25:22, 14:25, 21:25, 11:25)        | Berlin Recycling Volleys                   | 1457                                       | Marek Šotola                               |
| United Volleys Frankfurt (4) | United Volleys Frankfurt (4) | United Volleys Frankfurt (4)           | 2 – 0                                   | (5) SVG Lüneburg                           | (5) SVG Lüneburg                           | (5) SVG Lüneburg                           |
| 13.03.2022                   | 15:00                        | United Volleys Frankfurt               | 3:0 (26:24, 27:25, 25:19)               | SVG Lüneburg                               | 380                                        | Max Staples                                |
| 24.03.2022                   | 19:30                        | SVG Lüneburg                           | 1:3 (23:25, 25:22, 24:26, 23:25)        | United Volleys Frankfurt                   | 650                                        | Daniel Malescha                            |
| SWD powervolleys Düren (2)   | SWD powervolleys Düren (2)   | SWD powervolleys Düren (2)             | 2 – 0                                   | (7) Energiequelle Netzhoppers KW-Bestensee | (7) Energiequelle Netzhoppers KW-Bestensee | (7) Energiequelle Netzhoppers KW-Bestensee |
| 20.03.2022                   | 15:00                        | SWD powervolleys Düren                 | 3:0 (28:26, 25:19, 25:21)               | Energiequelle Netzhoppers KW-Bestensee     | 650                                        | Sebastián Gevert                           |
| 24.03.2022                   | 19:00                        | Energiequelle Netzhoppers KW-Bestensee | 1:3 (15:25, 25:18, 15:25, 14:25)        | SWD powervolleys Düren                     | 276                                        | Erik Röhrs                                 |
| VfB Friedrichshafen (3)      | VfB Friedrichshafen (3)      | VfB Friedrichshafen (3)                | 2 – 1                                   | (6) WWK Volleys Herrsching                 | (6) WWK Volleys Herrsching                 | (6) WWK Volleys Herrsching                 |
| 12.03.2022                   | 20:00                        | VfB Friedrichshafen                    | 2:3 (25:17, 29:31, 26:24, 19:25, 10:15) | WWK Volleys Herrsching                     | 268                                        | Jori Mantha                                |
| 18.03.2022                   | 19:30                        | WWK Volleys Herrsching                 | 0:3 (16:25, 20:25, 25:27)               | VfB Friedrichshafen                        | 2200                                       | Andri Aganits                              |
| 26.03.2022                   | 20:00                        | VfB Friedrichshafen                    | 3:2 (25:20, 23:25, 25:13, 21:25, 15:10) | WWK Volleys Herrsching                     | 799                                        | Vojin Ćaćić                                |

### Półfinały
(do trzech zwycięstw)
| Data                         | Godz.                        | Gospodarz                    | Rezultat                                | Gość                         | Widzów                       | Gold MVP                     |
| ---------------------------- | ---------------------------- | ---------------------------- | --------------------------------------- | ---------------------------- | ---------------------------- | ---------------------------- |
| Berlin Recycling Volleys (1) | Berlin Recycling Volleys (1) | Berlin Recycling Volleys (1) | 3 – 1                                   | (4) United Volleys Frankfurt | (4) United Volleys Frankfurt | (4) United Volleys Frankfurt |
| 30.03.2022                   | 19:30                        | Berlin Recycling Volleys     | 3:1 (25:20, 25:17, 22:25, 25:23)        | United Volleys Frankfurt     | 2567                         | Siergiej Grankin             |
| 02.04.2022                   | 19:00                        | United Volleys Frankfurt     | 3:2 (25:22, 25:22, 26:28, 14:25, 15:9)  | Berlin Recycling Volleys     | 1100                         | Daniel Malescha              |
| 06.04.2022                   | 19:30                        | Berlin Recycling Volleys     | 3:0 (25:18, 25:17, 25:22)               | United Volleys Frankfurt     | 2819                         | Ruben Schott                 |
| 09.04.2022                   | 19:00                        | United Volleys Frankfurt     | 1:3 (27:29, 25:23, 24:26, 21:25)        | Berlin Recycling Volleys     | 1700                         | Jeffrey Jendryk              |
| SWD powervolleys Düren (2)   | SWD powervolleys Düren (2)   | SWD powervolleys Düren (2)   | 0 – 3                                   | (3) VfB Friedrichshafen      | (3) VfB Friedrichshafen      | (3) VfB Friedrichshafen      |
| 30.03.2022                   | 19:00                        | SWD powervolleys Düren       | 2:3 (19:25, 25:22, 25:20, 22:25, 10:15) | VfB Friedrichshafen          | 782                          | Dejan Vinčić                 |
| 03.04.2022                   | 17:30                        | VfB Friedrichshafen          | 3:0 (25:23, 31:29, 26:24)               | SWD powervolleys Düren       | 1225                         | Nikola Peković               |
| 06.04.2022                   | 19:00                        | SWD powervolleys Düren       | 2:3 (25:20, 20:25, 22:25, 30:28, 17:19) | VfB Friedrichshafen          | 1250                         | Lucas Van Berkel             |

### Finały
(do trzech zwycięstw)
| Data                         | Godz.                        | Gospodarz                    | Rezultat                                | Gość                     | Widzów                  | Gold MVP                |
| ---------------------------- | ---------------------------- | ---------------------------- | --------------------------------------- | ------------------------ | ----------------------- | ----------------------- |
| Berlin Recycling Volleys (1) | Berlin Recycling Volleys (1) | Berlin Recycling Volleys (1) | 3 – 2                                   | (3) VfB Friedrichshafen  | (3) VfB Friedrichshafen | (3) VfB Friedrichshafen |
| 16.04.2022                   | 18:30                        | Berlin Recycling Volleys     | 2:3 (25:18, 27:25, 24:26, 21:25, 14:16) | VfB Friedrichshafen      | 4437                    | Luciano Vicentín        |
| 20.04.2022                   | 20:00                        | VfB Friedrichshafen          | 3:1 (21:25, 25:23, 25:22, 26:24)        | Berlin Recycling Volleys | 2076                    | Simon Hirsch            |
| 23.04.2022                   | 18:30                        | Berlin Recycling Volleys     | 3:0 (25:23, 27:25, 25:17)               | VfB Friedrichshafen      | 5535                    | Santiago Danani         |
| 27.04.2022                   | 20:00                        | VfB Friedrichshafen          | 1:3 (26:24, 24:26, 24:26, 20:25)        | Berlin Recycling Volleys | 2391                    | Timothée Carle          |
| 30.04.2022                   | 18:30                        | Berlin Recycling Volleys     | 3:1 (25:20, 19:25, 25:23, 25:22)        | VfB Friedrichshafen      | 8553                    | Timothée Carle          |

### Klasyfikacja fazy play-off
| Lp.     | Drużyna                                |
| ------- | -------------------------------------- |
| 1.      | Berlin Recycling Volleys               |
| 2.      | VfB Friedrichshafen                    |
| 3.      | SWD powervolleys Düren                 |
| 3.      | United Volleys Frankfurt               |
| 5.      | SVG Lüneburg                           |
| 5.      | WWK Volleys Herrsching                 |
| 5.      | Energiequelle Netzhoppers KW-Bestensee |
| 5.      | Helios Grizzlys Giesen                 |
| Źródło: |                                        |